# Herpsilochmus pileatus
Herpsilochmus pileatus là một loài chim trong họ Thamnophilidae.